# La Bastille (Beuzeville-la-Bastille)
La Bastille est une ancienne tour forte, du XIVe siècle, dont les vestiges se dressent sur la commune française de Beuzeville-la-Bastille, en Cotentin, dans le département de la Manche en région Normandie.

## Localisation
Les vestiges de La Bastille sont situés près du château de Plain-Marais, au bord de la rive sud de la Douve, sur un îlot dominant le marais, au passage du gué sur la commune de Beuzeville-la-Bastille, dans le département français de la Manche. Elle avait pour fonction d'interdire le passage à gué, bac ou cours de la rivière, contrôlant l'une des entrées de la presqu'île du Cotentin.

## Historique
La Bastille servait à protéger le passage à gué du fleuve. On ignore la date à laquelle elle fut érigée : en 1330, par Robert Bertrand de Bricquebec, dans le cadre du plan de défense des côtes du Cotentin ; ou en 1374, lors du siège de Saint-Sauveur-le-Vicomte. L'ouvrage aurait été attesté dès 1361 et construit sous Charles le Mauvais. Le 16 octobre 1374, à Saint-Lô, « ordre donné par les commissaires du roi en Basse-Normandie de lever les deux tiers des fouages pendant un an, pour défendre Pont-l'Abbé et la bastide de Beuzeville, et chasser les ennemis du pays ».
En 1376, dans un acte, Jean de Vienne prend la Bastille de Beuzeville. Peu après le seigneur de la Ferté y place dix hommes d'armes. En 1449, elle est reprise aux Anglais. Une petite garnison la défend après la guerre de Cent-Ans.
Au début de la Révolution, elle est encore debout et on y monte la garde en 1792 et on fait du feu dans la cheminée. Elle est détruite en 1928.

## Description
Des bastides de Pont-l'Abbé (Picauville/Étienville) et de Pierrepont (Saint-Sauveur-de-Pierrepont) également détruites, celle de Beuzeville est la seule qui soit visuellement documentée. Les dessins réalisés vers 1820 pour Charles de Gerville et les photographies du début du XXe siècle sont complétés par un détail du plan terrier des marais de Picauville dressé en 1581.
C'était une sorte d'une petite tour de plan carré, formant guérite, d'un peu moins de 7 mètres de côté, qui était enchemisée par une petite murailles basses formant une croix grecque. Elle a été construite sur des pilotis de chêne, que l'on a observés lors de la construction du pont.
On y accédait par une porte de plain-pied protégée par un pont-levis. L'édifice avait environ 10 mètres de hauteur, divisée en trois niveaux d'élévation distribué par un escalier en vis desservant également un toit en plate-forme, protégé par un parapet crénelée. Ces ouvertures étaient carrées. Dans l'appartement où se trouvait la cheminée, au midi, on voyait les rainures qui servaient à passer les chaînes du pont-levis. Du même côté, on voyait les restes de maçonnerie d'une pile de pont, car une partie de la rivière passait de ce côté, d'où sa position sur un îlot. Cette petite tour contrôlait l'accès à un imposant logis relié à elle par un pont dormant en pierre à trois arches.